# شعرة معاوية
شعرة معاوية هي عبارة اصطلاحية وأصبحت من الأمثال الدارجة على ألسن الناس، يُقصد منه الموقف غير الثابت، والذي يتبدل بين اللين والشدة بناء على موقف الطرف الآخر، من أجل إبقاء الوضع في المنتصف. ومنشأ هذا المثل هو ما يُنسَب لمعاوية بن أبي سفيان أنه حينما سئل كيف حكمت الشام أربعين سنة رغم القلاقل والأحداث السياسية المضطربة، قال:
 لو أن بيني وبين الناس شعرة ما انقطعت، قيل: وكيف؟ قال: لأنهم إن مدوها خلّيتها وإن خلوا مددتها.

## توسّع العبارة
تحوّلت «شعرة معاوية» من منهجية سياسية إلى موقف أو أسلوب اجتماعي متعدد المواقف، فيقال أن فلاناً من الناس يستخدم شعرة معاوية إذا كان يبدل مواقفه ويحاذر المصادمة. وكذلك، مازالت العبارة تظهر في عناوين الصحف السياسية وعلى ألسن المحلّلين لتصف سياسات الدول الخارجية. وتوسعت العبارة حتى أصبحت تطال مجالات مختلفة تظهر فيها نفس الفكرة.